# Isias II Filostorgos
Isias II Filostorgos (gr.:  η Ισίας, ē Isías) (I wiek p.n.e.) – prawdopodobnie córka króla Kommageny Mitrydatesa I Kallinikosa i królowej Laodiki Thei Filadelf, córki króla państwa Seleucydów Antiocha VIII Epifanesa Filometora Kallinikosa (Gryposa) i jego pierwszej żony Tryfajny, córki Ptolemeusza VIII Euergetesa, króla Egiptu. Żona króla Kommageny Antiocha I Theosa Dikajosa Epifanesa Filoromajosa Filhellena, zapewne swego brata rodzonego.
Isias miała ze swoim mężem Antiochem pięcioro dzieci (trzech synów i dwie córki):
- Mitrydates II Antioch Epifanes Filoromajos Filhellen Monokrites, przyszły król Kommageny
- Antioch II Epifanes, prawdopodobnie przyszły król Kommageny
- nieznany z imienia syn (zm. ok. 20 p.n.e.), ojciec przyszłego króla:
  - Mitrydates III Antioch Epifanes
- Laodika, przyszła żona Orodesa II, króla Partii
- Antiochis, przyszła żona nieznanego z imienia pana, może swego brata Mitrydatesa II. Miała córkę:
  - Aka I z Kommageny

Isias zmarła z nieznanych powodów pod koniec lat 30. lub na początku lat 20. I wieku p.n.e. Została pochowana wraz z córką i wnuczką w grobowcu. Obiekt ten jest znany współcześnie jako Karakuş, co w języku tureckim oznacza Czarny Ptak. Grobowiec otrzymał taką nazwę, ponieważ jedna z ocalałych kolumn jest zwieńczona rzeźbą orła.
To sanktuarium grobowe zostało zbudowane przez syna Isias - Mitrydatesa II Antiocha Epifanesa Filoromajosa Filhellena Monokritesa, by pochować i uczcić życie i wspomnienie o Isias, jej córce Antiochis i wnuczce Aki I. Znajduje się 12 km od Kahty, na terenie Turcji. Kopiec był pierwotnie otoczony pierścieniem kolumn doryckich. Każda kolumna miała około 9 metrów wysokości. Były wieńczone stelami, reliefami i posągami byka, lwa i orła. Do dziś zachowały się tylko trzy kolumny.
Pomnik zawiera inskrypcje w języku greckim, które dostarczają informacji o tym miejscu. Zostały wpisane na zewnętrznej powierzchni dwu bębnów centralnej kolumny na północnym wschodzie. Po opuszczeniu kilku wyrazów, których rekonstrukcja była niepewna, napis głosi:
: To jest hierotheseion [święte miejsce] Isias, której wielki król Mitrydates (ona będąca jego własną matką)…uważał za zasługującą tej końcowej godzinie. I…Antiochis leży tutaj, siostra króla z tej samej matki, najbardziej piękna z kobiet, której życie było krótkie, ale jej honory długotrwałe. Oboje z tych, jak widzisz, przewodniczysz tutaj, i z nimi córka córki, córka Antiochis, Aka. Pomnik ich wzajemnego życia i honoru króla.
Imię Isias także znajduje się na innej honorowej inskrypcji ufundowanej przez jej syna Mitrydatesa II, przy grobowcu jej córki Laodiki:
: Wielki król Mitrydates, syn wielkiego Antiocha króla i królowej Isias, poświęcił ten wizerunek dla niewiędnącej pamięci królowej Laodiki, siostry króla i żony Orodesa, króla królów, i jej honorowi.
Gdy królestwo Kommageny było zaanektowane w 72 r. przez cesarza rzymskiego Wespazjana do rzymskiej prowincji Syrii, grobowiec został splądrowany.